# Mydaea fumipennis
Mydaea fumipennis är en tvåvingeart som först beskrevs av Wulp 1896.  Mydaea fumipennis ingår i släktet Mydaea och familjen husflugor. Inga underarter finns listade i Catalogue of Life.